# Sakla
Sakla är en ort i Estland. Den ligger i Valjala kommun och landskapet Saaremaa (Ösel), i den västra delen av landet, 160 km sydväst om huvudstaden Tallinn. Sakla ligger 14 meter över havet och antalet invånare är 105. Den ligger på ön Ösel.
Terrängen runt Sakla är mycket platt.  Närmaste större samhälle är Valjala, 6,6 km nordväst om Sakla. I omgivningarna runt Sakla växer i huvudsak blandskog.